# Lake Wendouree (del av en befolkad plats)
Lake Wendouree är en del av en befolkad plats i Australien. Den ligger i kommunen Ballarat North och delstaten Victoria, omkring 100 kilometer väster om delstatshuvudstaden Melbourne. Den ligger vid sjön Lake Wendouree.
Runt Lake Wendouree är det mycket tätbefolkat, med 1 056 invånare per kvadratkilometer.. Närmaste större samhälle är Ballarat, nära Lake Wendouree. 
Runt Lake Wendouree är det i huvudsak tätbebyggt. Genomsnittlig årsnederbörd är 764 millimeter. Den regnigaste månaden är juni, med i genomsnitt 94 mm nederbörd, och den torraste är januari, med 26 mm nederbörd.